# Maiden uniteD
Maiden uniteD is een akoestisch project. Muzikanten uit verschillende bekende bands maken samen een akoestisch ode aan Iron Maiden met volledig opnieuw gearrangeerde Iron Maiden-nummers.

## Geschiedenis
In 2006 werd Joey Bruers van de Iron Maiden tributeband Up The Irons gevraagd om een eerbetoon aan Iron Maiden te brengen tijdens een conventie van de Nederlandse Iron Maiden-fanclub in Eindhoven. Samen met verschillende musici speelde Bruers een set van akoestische songs van Iron Maiden. Steve Harris, bassist bij Iron Maiden was ook op de conventie aanwezig en gaf de band zijn goedkeuring.
Na een paar try-out shows begon Joey samen met Ruud Jolie van Within Temptation met het schrijven van nieuwe akoestische arrangementen. Daarnaast gingen ze op zoek naar muzikanten om de nummers op te nemen, wat in 2010 resulteerde in Mind the Acoustic Pieces. Dit album werd ondersteund door de Pieces Over Europe Tour (december 2010 - april 2011). Maiden uniteD speelde in 2011 onder andere op het Wacken Open Air-festival in Duitsland en het Download Festival in het Verenigd Koninkrijk.
Hun tweede album Across the Seventh Sea werd uitgebracht in september 2012, gevolgd door een Europese tournee in november en december en een festivaltoer in 2013 met onder andere het Bang Your Head en Rock of Ages festival in Duitsland. Dit album bevat nummers van verschillende albums van Iron Maiden. Op dit album speelt Perttu Kivilaakso (Apocalyptica) cello op de nummers The Evil That Men Do en Infinite Dreams.
In 2015 bracht Maiden uniteD hun derde album Remembrance uit. Op dit album deden ook weer speciale gastmuzikanten mee, zoals ex-Iron Maiden-zangers Paul Di'Anno en Blaze Bayley. Daarnaast deden ook Wudstik, Marcella Bovio van Stream of Passion en ex-Iron Maiden-drummer Thunderstick mee. Een Europese tournee volgde van september tot en met december.

## Discografie
Albums
- Mind the Acoustic Pieces (2010 cd, 2011 vinyl)
- Across the Seventh Sea (2012 cd en vinyl)
- Remembrance (2015 cd en vinyl)

Singles
- The Trooper (2011)
- Strange World (2015)

## Huidige leden
- Damian Wilson (Threshold, Ayreon, Headspace): zang
- Ruud Jolie (Within Temptation,For all we Know): gitaar
- Joey Bruers (Up The Irons): bas
- Dirk Bruinenberg (Adagio), (Place Vendome): drums
- Thijs Schrijnemakers (Orgel Vreten): keyboard

## Gastleden op toer
- Perttu Kivilaakso (Apocalyptica): cello
- Anneke van Giersbergen (voorheen The Gathering), (Devin Townsend), (Ayreon): zang
- Luke Appleton (Iced Earth): bas
- Lee Morris (voorheen Paradise Lost): drum
- Huub van Loon (Dearworld): keyboard
- Martijn Balsters (The Dust Connection): gitaar
- Wudstik (Ayreon), (For all we Know): zang
- Tom Sikkers (Daybroke), (Wealthy beggar): gitaar
- Stef Broks (Textures): drum
- Joe Lazarus (Voodoo Six): drum

## Voormalige leden
- Marco Kuypers (Silkstone, Cloudmachine): piano
- Mike Coolen (Within Temptation, Cloudmachine): drums

## Concerttoers
| Duur      | Concerttoer                   | Lineups       | Lineups     | Lineups    | Lineups          | Lineups                             | Lineups                                                                              | Lineups   |
| Duur      | Concerttoer                   | Zang          | Bas         | Gitaar     | Drums            | Keyboards                           | Gasten                                                                               | Optredens |
| --------- | ----------------------------- | ------------- | ----------- | ---------- | ---------------- | ----------------------------------- | ------------------------------------------------------------------------------------ | --------- |
| 2010/2011 | Mind the Acoustic Pieces Tour | Damian Wilson | Joey Bruers | Ruud Jolie | Mike Coolen      | Marko Kuypers                       | Anneke van Giersbergen                                                               | 24        |
| 2012/2013 | Across the Seventh Sea Tour   | Damian Wilson | Joey Bruers | Ruud Jolie | Stef Broks       | Huub van Loon, Thijs Schrijnemakers | Perttu Kivilaakso, Luke Appleton, Lee Morris, Martijn Balsters, Tom Sikkers, Wudstik | 42        |
| 2015      | Remembrance Tour              | Damian Wilson | Joey Bruers | Ruud Jolie | Dirk Bruinenberg | Huub van Loon, Thijs Schrijnemakers | Marcella Bovio, Wudstik, Joe Lazarus                                                 | tba       |